# Liga I 2019-2020
Sezonul 2019-2020 al Ligii I (cunoscută și sub numele de Casa Liga 1 din motive de sponsorizare) a fost cea de-a 102-a ediție a Campionatului de Fotbal al României, și a 82-a de la introducerea sistemului divizionar. A început în data de 12 iulie 2019 și s-a terminat pe 5 august 2020. CFR Cluj, campioana en-titre, și-a apărat cu succes titlul după victoria din meciul cu Universitatea Craiova din 3 august 2020, încheiat 3-1 pentru ardeleni. Pentru CFR Cluj, acesta a fost cel de-al treilea titlu consecutiv, și al șaselea din palmares.
Pe data de 12 martie 2020, Liga Profesionistă de Fotbal a decis suspendarea tuturor jocurilor aferente competițiilor oficiale organizate de FRF, LPF și AJF/AMFB, din cauza pandemiei de COVID-19. Pe data de 13 iunie sezonul a fost reluat.
În data de 6 august 2020, Comitetul de Urgență al FRF a aprobat schimbarea sistemului competițional la 16 echipe ca răspuns la pandemia de coronavirus, astfel că nicio echipă nu a retrogradat în acest sezon. Doar formația de pe locul 8 din play-out (Chindia Târgoviște) a disputat un baraj de promovare/menținere cu ocupanta locului 3 din Liga a II-a 2019-20 (CS Mioveni) pentru a stabili ultima echipă în prima ligă din sezonul viitor. După scorul general de 3-1, Chindia și-a păstrat locul în Liga I și pentru sezonul viitor.

## Echipe
Liga I este formată din 14 echipe: douăsprezece echipe din Liga I 2018-19 și două noi echipe din Liga a II-a 2018-19.
Echipele promovate în Liga I
Primul club care a promovat a fost Academica Clinceni, în urma victorie cu 2-1 împotriva lui FC Argeș, pe 24 mai 2019. Academica va juca în Liga I pentru prima dată în istoria sa. Au existat contestări la adresa prezenței acestei echipe în Liga I din cauza implicării financiare a patronului clubului FCSB, George Becali, în finanțarea Academicii Clinceni. Cluburile FC Universitatea Cluj și FC Dunărea Călărași au cerut anularea promovării Academicii Clinceni, dar Federația a aplicat doar sancțiuni financiare celor două cluburi și le-a obligat să înceteze conflictul de interese.
Cel de-al doilea club promovat a fost FC Chindia Târgoviște, în urma victoriei 4-1 împotriva Luceafărului Oradea, pe 25 mai 2019. Și Chindia va juca în Liga I pentru prima dată în istoria clubului.
Echipele retrogradate în Liga a II-a
Primul club retrogradat a fost Concordia Chiajna, care a fost retrogradată pe 22 mai 2019 după o înfrângere cu 0-2 împotriva Dunării Călărași, după opt sezoane în prima ligă.
Cel de-al doilea club retrogradat a fost Dunărea Călărași, care a retrogradat pe 2 iunie 2019, într-un ultim meci dramatic, în urma înfrângerii cu 2-1 în fața contracandidatei directe FC Hermannstadt, reușind astfel să stea un singur sezon în prima ligă.
Barajul de promovare/menținere
Barajul pentru deciderea ultimei echipe din acest sezon de Liga I a fost disputat dintre ocupanta locului 12 din Liga I 2018-2019, FC Hermannstadt, și ocupanta locului 3 din Liga a II-a 2018-2019, FC Universitatea Cluj. La finalul celor două manșe, Hermannstadt și-a păstrat poziția în Liga I.
| Echipa 1 | Scor gen. | Echipa 2     | Tur | Retur |
| -------- | --------- | ------------ | --- | ----- |
| U Cluj   | 1–2       | Hermannstadt | 0–2 | 1–0   |

### Stadioane
| FCSB                  | Universitatea Craiova | CFR 1907 Cluj | FC Dinamo 1948     |
| --------------------- | --- | --- | ------------------ |
| Arena Națională       | Ion Oblemenco | Dr. Constantin Rădulescu | Dinamo             |
| Capacitate: 55.634    | Capacitate: 30.944 | Capacitate: 17.408 | Capacitate: 15.032 |
|                       | | |                    |
| AFC Hermannstadt      | BucureștiAstraBotoșaniCFRAcademicaUniversitateaChindiaGaz MetanHermannstadtPoli IașiSepsiViitorulVoluntariEchipele din București: · Dinamo · FCSBLiga I 2019-2020 (România) DinamoFCSB Locația echipelor din București. | BucureștiAstraBotoșaniCFRAcademicaUniversitateaChindiaGaz MetanHermannstadtPoli IașiSepsiViitorulVoluntariEchipele din București: · Dinamo · FCSBLiga I 2019-2020 (România) DinamoFCSB Locația echipelor din București. | FC Botoșani        |
| Municipal             | BucureștiAstraBotoșaniCFRAcademicaUniversitateaChindiaGaz MetanHermannstadtPoli IașiSepsiViitorulVoluntariEchipele din București: · Dinamo · FCSBLiga I 2019-2020 (România) DinamoFCSB Locația echipelor din București. | BucureștiAstraBotoșaniCFRAcademicaUniversitateaChindiaGaz MetanHermannstadtPoli IașiSepsiViitorulVoluntariEchipele din București: · Dinamo · FCSBLiga I 2019-2020 (România) DinamoFCSB Locația echipelor din București. | Municipal          |
| Capacitate: 14.200    | BucureștiAstraBotoșaniCFRAcademicaUniversitateaChindiaGaz MetanHermannstadtPoli IașiSepsiViitorulVoluntariEchipele din București: · Dinamo · FCSBLiga I 2019-2020 (România) DinamoFCSB Locația echipelor din București. | BucureștiAstraBotoșaniCFRAcademicaUniversitateaChindiaGaz MetanHermannstadtPoli IașiSepsiViitorulVoluntariEchipele din București: · Dinamo · FCSBLiga I 2019-2020 (România) DinamoFCSB Locația echipelor din București. | Capacitate: 12.000 |
|                       | BucureștiAstraBotoșaniCFRAcademicaUniversitateaChindiaGaz MetanHermannstadtPoli IașiSepsiViitorulVoluntariEchipele din București: · Dinamo · FCSBLiga I 2019-2020 (România) DinamoFCSB Locația echipelor din București. | BucureștiAstraBotoșaniCFRAcademicaUniversitateaChindiaGaz MetanHermannstadtPoli IașiSepsiViitorulVoluntariEchipele din București: · Dinamo · FCSBLiga I 2019-2020 (România) DinamoFCSB Locația echipelor din București. |                    |
| CSM Politehnica Iași  | BucureștiAstraBotoșaniCFRAcademicaUniversitateaChindiaGaz MetanHermannstadtPoli IașiSepsiViitorulVoluntariEchipele din București: · Dinamo · FCSBLiga I 2019-2020 (România) DinamoFCSB Locația echipelor din București. | BucureștiAstraBotoșaniCFRAcademicaUniversitateaChindiaGaz MetanHermannstadtPoli IașiSepsiViitorulVoluntariEchipele din București: · Dinamo · FCSBLiga I 2019-2020 (România) DinamoFCSB Locația echipelor din București. | Chindia Târgoviște |
| Emil Alexandrescu     | BucureștiAstraBotoșaniCFRAcademicaUniversitateaChindiaGaz MetanHermannstadtPoli IașiSepsiViitorulVoluntariEchipele din București: · Dinamo · FCSBLiga I 2019-2020 (România) DinamoFCSB Locația echipelor din București. | BucureștiAstraBotoșaniCFRAcademicaUniversitateaChindiaGaz MetanHermannstadtPoli IașiSepsiViitorulVoluntariEchipele din București: · Dinamo · FCSBLiga I 2019-2020 (România) DinamoFCSB Locația echipelor din București. | Ilie Oană          |
| Capacitate: 11.390    | BucureștiAstraBotoșaniCFRAcademicaUniversitateaChindiaGaz MetanHermannstadtPoli IașiSepsiViitorulVoluntariEchipele din București: · Dinamo · FCSBLiga I 2019-2020 (România) DinamoFCSB Locația echipelor din București. | BucureștiAstraBotoșaniCFRAcademicaUniversitateaChindiaGaz MetanHermannstadtPoli IașiSepsiViitorulVoluntariEchipele din București: · Dinamo · FCSBLiga I 2019-2020 (România) DinamoFCSB Locația echipelor din București. | Capacitate: 10.400 |
|                       | BucureștiAstraBotoșaniCFRAcademicaUniversitateaChindiaGaz MetanHermannstadtPoli IașiSepsiViitorulVoluntariEchipele din București: · Dinamo · FCSBLiga I 2019-2020 (România) DinamoFCSB Locația echipelor din București. | BucureștiAstraBotoșaniCFRAcademicaUniversitateaChindiaGaz MetanHermannstadtPoli IașiSepsiViitorulVoluntariEchipele din București: · Dinamo · FCSBLiga I 2019-2020 (România) DinamoFCSB Locația echipelor din București. |                    |
| AFC Astra Giurgiu     | BucureștiAstraBotoșaniCFRAcademicaUniversitateaChindiaGaz MetanHermannstadtPoli IașiSepsiViitorulVoluntariEchipele din București: · Dinamo · FCSBLiga I 2019-2020 (România) DinamoFCSB Locația echipelor din București. | BucureștiAstraBotoșaniCFRAcademicaUniversitateaChindiaGaz MetanHermannstadtPoli IașiSepsiViitorulVoluntariEchipele din București: · Dinamo · FCSBLiga I 2019-2020 (România) DinamoFCSB Locația echipelor din București. | Gaz Metan Mediaș   |
| Marin Anastasovici    | BucureștiAstraBotoșaniCFRAcademicaUniversitateaChindiaGaz MetanHermannstadtPoli IașiSepsiViitorulVoluntariEchipele din București: · Dinamo · FCSBLiga I 2019-2020 (România) DinamoFCSB Locația echipelor din București. | BucureștiAstraBotoșaniCFRAcademicaUniversitateaChindiaGaz MetanHermannstadtPoli IașiSepsiViitorulVoluntariEchipele din București: · Dinamo · FCSBLiga I 2019-2020 (România) DinamoFCSB Locația echipelor din București. | Gaz Metan          |
| Capacitate: 8.500     | BucureștiAstraBotoșaniCFRAcademicaUniversitateaChindiaGaz MetanHermannstadtPoli IașiSepsiViitorulVoluntariEchipele din București: · Dinamo · FCSBLiga I 2019-2020 (România) DinamoFCSB Locația echipelor din București. | BucureștiAstraBotoșaniCFRAcademicaUniversitateaChindiaGaz MetanHermannstadtPoli IașiSepsiViitorulVoluntariEchipele din București: · Dinamo · FCSBLiga I 2019-2020 (România) DinamoFCSB Locația echipelor din București. | Capacitate: 7.814  |
|                       | BucureștiAstraBotoșaniCFRAcademicaUniversitateaChindiaGaz MetanHermannstadtPoli IașiSepsiViitorulVoluntariEchipele din București: · Dinamo · FCSBLiga I 2019-2020 (România) DinamoFCSB Locația echipelor din București. | BucureștiAstraBotoșaniCFRAcademicaUniversitateaChindiaGaz MetanHermannstadtPoli IașiSepsiViitorulVoluntariEchipele din București: · Dinamo · FCSBLiga I 2019-2020 (România) DinamoFCSB Locația echipelor din București. |                    |
| Sepsi OSK Sf Gheorghe | FC Voluntari | FC Viitorul | Academica Clinceni |
| Municipal             | Anghel Iordănescu | Viitorul | Clinceni           |
| Capacitate: 4.774     | Capacitate: 4.600 | Capacitate: 4.554 | Capacitate: 4.500  |
|                       | | |                    |

### Personal și statistici
Note:
- Datele statistice sunt bazate pe ceea indică forurile competente de conducere, LPF și UEFA.

| Echipă             | Ultima promovare | Clasament 2018-19 | Antrenor (numire)        | Căpitan            | Sezoane în Liga I |
| ------------------ | ---------------- | ----------------- | ------------------------ | ------------------ | ----------------- |
| CFR Cluj           | 2004             | 1                 | Dan Petrescu (2019)      | Mário Camora       | 24                |
| FCSB               | 1947             | 2                 | Anton Petrea (2020)      | Florin Tănase      | 71                |
| Viitorul Constanța | 2012             | 3                 | Gheorghe Hagi (2020)     | Gabi Iancu         | 7                 |
| CSU Craiova        | 2014             | 4                 | Cristiano Bergodi (2020) | Nicușor Bancu      | 5                 |
| Astra Giurgiu      | 2009             | 5                 | Bogdan Andone (2019)     | Constantin Budescu | 16                |
| Sepsi              | 2017             | 6                 | Leo Grozavu (2019)       | Gabriel Vașvari    | 2                 |
| Gaz Metan          | 2016             | 7                 | Dušan Uhrin, Jr. (2020)  | Marius Constantin  | 13                |
| Botoșani           | 2013             | 8                 | Marius Croitoru (2019)   | —                  | 6                 |
| Dinamo             | 1948             | 9                 | Gheorghe Mulțescu (2020) | Mattia Montini     | 70                |
| Politehnica Iași   | 2014             | 10                | Mircea Rednic (2020)     | Cosmin Frăsinescu  | 34                |
| Voluntari          | 2015             | 11                | Mihai Teja (2020)        | Mihai Căpățână     | 4                 |
| Hermannstadt       | 2018             | 12                | Vasile Miriuță (2019)    | Ousmane Viera      | 1                 |
| Chindia            | 2019             | 1 (Liga a II-a)   | Emil Săndoi (2020)       | Marius Martac      | 0                 |
| Academica Clinceni | 2019             | 2 (Liga a II-a)   | Ilie Poenaru (2018)      | Răzvan Patriche    | 0                 |

Legendă culori
     CFR Cluj participat în șaisprezecimile UEFA Europa League 2019-2020, trecând și prin play-off-ul Ligii Campionilor 2019-2020
     Universitatea Craiova a participat în al treilea tur preliminar al UEFA Europa League 2019-2020, iar FCSB în play-off
     Viitorul a participat în al doilea tur preliminar al UEFA Europa League 2019-2020
     Promovată din Liga a II-a 2018-2019

## Sezonul regular
În sezonul regular cele 14 echipe s-au întâlnit de două ori, un total de 26 de meciuri pe echipă, partea de sus, primele 6, au avansat în play-off și partea de jos, restul de 8, au intrat în play-out.

### Meciurile sezonului regular
| Oaspeți ► Gazde ▼                          | ACD | AST | BOT | CFR | CHI | IAS | DIN | FCS | GAZ | HER | SEP | UCV | VII | VOL |
| ------------------------------------------ | --- | --- | --- | --- | --- | --- | --- | --- | --- | --- | --- | --- | --- | --- |
| Academica Clinceni                         | —   | 1–1 | 1–1 | 1–4 | 3–1 | 1–0 | 2–2 | 0–3 | 2–3 | 1–1 | 1–1 | 0–0 | 0–0 | 1–2 |
| Astra Giurgiu                              | 3–1 | —   | 2–2 | 3–2 | 1–2 | 4–0 | 3–2 | 2–1 | 1–0 | 0–0 | 2–2 | 1–0 | 1–1 | 1–0 |
| Botoșani                                   | 2–2 | 1–2 | —   | 2–1 | 0–3 | 2–1 | 1–0 | 0–2 | 1–1 | 2–1 | 1–1 | 1–1 | 1–0 | 4–1 |
| CFR Cluj                                   | 3–0 | 2–0 | 4–1 | —   | 4–0 | 1–1 | 1–0 | 1–0 | 3–0 | 3–0 | 1–0 | 2–0 | 0–0 | 5–0 |
| Chindia                                    | 2–5 | 1–0 | 0–1 | 1–4 | —   | 2–1 | 3–2 | 1–2 | 1–1 | 1–1 | 0–0 | 1–1 | 0–1 | 1–2 |
| Politehnica Iași                           | 2–0 | 1–0 | 0–3 | 2–1 | 2–2 | —   | 2–0 | 1–2 | 1–2 | 0–0 | 1–1 | 2–5 | 1–2 | 2–2 |
| Dinamo                                     | 4–2 | 2–0 | 1–1 | 0–0 | 4–1 | 1–0 | —   | 2–1 | 2–0 | 3–0 | 1–2 | 0–2 | 3–2 | 2–1 |
| FCSB                                       | 0–0 | 1–3 | 0–2 | 0–0 | 1–1 | 1–2 | 1–1 | —   | 2–0 | 4–3 | 2–1 | 2–0 | 2–1 | 1–3 |
| Gaz Metan                                  | 2–1 | 1–0 | 0–0 | 0–0 | 2–2 | 3–2 | 1–0 | 4–0 | —   | 1–1 | 1–1 | 2–3 | 1–0 | 1–0 |
| Hermannstadt                               | 2–1 | 2–2 | 0–1 | 1–1 | 2–1 | 1–0 | 4–2 | 0–4 | 0–2 | —   | 2–2 | 2–1 | 1–1 | 0–0 |
| Sepsi                                      | 4–0 | 2–3 | 0–1 | 1–1 | 1–1 | 1–0 | 0–1 | 0–0 | 0–1 | 3–0 | —   | 1–0 | 2–2 | 0–0 |
| CSU Craiova                                | 3–2 | 1–0 | 3–1 | 0–2 | 1–0 | 1–1 | 4–1 | 0–1 | 3–1 | 1–3 | 0–1 | —   | 3–1 | 2–1 |
| Viitorul Constanța                         | 0–0 | 0–1 | 2–2 | 3–1 | 3–0 | 2–1 | 5–0 | 0–2 | 4–1 | 3–2 | 4–1 | 1–2 | —   | 4–0 |
| Voluntari                                  | 1–2 | 1–2 | 1–2 | 0–4 | 0–1 | 0–0 | 2–1 | 1–2 | 0–3 | 2–0 | 0–0 | 1–2 | 1–2 | —   |
| Câștigă gazdele; Remiză; Câștigă oaspeții. |     |     |     |     |     |     |     |     |     |     |     |     |     |     |

### Clasamentul sezonului regular
| Loc | Echipă             | Pct. | MJ | V  | E  | Î  | GM | GP | DG  | Calificare             |
| --- | ------------------ | ---- | -- | -- | -- | -- | -- | -- | --- | ---------------------- |
| 1.  | CFR Cluj           | 52   | 26 | 15 | 7  | 4  | 51 | 16 | +35 | Calificare în Play-off |
| 2.  | CSU Craiova        | 46   | 26 | 14 | 4  | 8  | 41 | 28 | +13 | Calificare în Play-off |
| 3.  | Botoșani           | 45   | 26 | 12 | 9  | 5  | 36 | 30 | +6  | Calificare în Play-off |
| 4.  | FCSB               | 44   | 26 | 13 | 5  | 8  | 37 | 29 | +8  | Calificare în Play-off |
| 5.  | Gaz Metan          | 43   | 26 | 12 | 7  | 7  | 34 | 30 | +4  | Calificare în Play-off |
| 6.  | Astra Giurgiu      | 42   | 26 | 13 | 6  | 7  | 38 | 29 | +9  | Calificare în Play-off |
| 7.  | Viitorul Constanța | 40   | 26 | 11 | 7  | 8  | 44 | 29 | +15 | Calificare în Play-out |
| 8.  | Dinamo             | 34   | 26 | 10 | 4  | 12 | 37 | 41 | −4  | Calificare în Play-out |
| 9.  | Sepsi              | 33   | 26 | 7  | 12 | 7  | 30 | 26 | +4  | Calificare în Play-out |
| 10. | Chindia            | 25   | 26 | 6  | 7  | 13 | 29 | 47 | −18 | Calificare în Play-out |
| 11. | Hermannstadt       | 25   | 26 | 5  | 10 | 11 | 26 | 44 | −18 | Calificare în Play-out |
| 12. | Politehnica Iași   | 22   | 26 | 5  | 7  | 14 | 26 | 40 | −14 | Calificare în Play-out |
| 13. | Academica Clinceni | 22   | 26 | 4  | 10 | 12 | 30 | 47 | −17 | Calificare în Play-out |
| 14. | Voluntari          | 20   | 26 | 5  | 5  | 16 | 22 | 45 | −23 | Calificare în Play-out |

1. ↑  Astra Giurgiu a fost depunctată cu 3 puncte din motive financiare.[10]

### Pozițiile pe etapă
| Etapă/ Echipă      | 1                  | 2  | 3  | 4  | 5  | 6  | 7  | 8  | 9  | 10 | 11 | 12 | 13 | 14 | 15 | 16 | 17 | 18 | 19 | 20 | 21 | 22 | 23 | 24 | 25 | 26 |    |
| ------------------ | ------------------ | -- | -- | -- | -- | -- | -- | -- | -- | -- | -- | -- | -- | -- | -- | -- | -- | -- | -- | -- | -- | -- | -- | -- | -- | -- | -- |
| Etapă/ Echipă      | Academica Clinceni | 13 | 13 | 13 | 14 | 11 | 13 | 13 | 12 | 12 | 13 | 13 | 13 | 13 | 13 | 13 | 12 | 12 | 11 | 11 | 13 | 12 | 13 | 13 | 13 | 13 | 13 |
| Astra Giurgiu      | 6                  | 9  | 7  | 6  | 8  | 8  | 8  | 7  | 7  | 6  | 7  | 7  | 6  | 5  | 4  | 3  | 4  | 3  | 2  | 2  | 4  | 3  | 4  | 4  | 5  | 6  |    |
| Botoșani           | 4                  | 3  | 3  | 4  | 4  | 5  | 6  | 6  | 6  | 8  | 6  | 6  | 5  | 9  | 7  | 7  | 7  | 7  | 8  | 7  | 7  | 7  | 6  | 5  | 4  | 3  |    |
| CFR Cluj           | 9                  | 4  | 4  | 2  | 1  | 1  | 1  | 2  | 1  | 1  | 1  | 1  | 1  | 1  | 1  | 1  | 1  | 1  | 1  | 1  | 1  | 1  | 1  | 1  | 1  | 1  |    |
| Chindia Târgoviște | 5                  | 10 | 10 | 13 | 14 | 12 | 11 | 13 | 13 | 12 | 11 | 9  | 11 | 11 | 11 | 10 | 10 | 12 | 12 | 11 | 11 | 12 | 12 | 11 | 11 | 11 |    |
| Dinamo București   | 14                 | 14 | 14 | 11 | 13 | 14 | 9  | 9  | 9  | 10 | 10 | 11 | 9  | 8  | 9  | 9  | 9  | 8  | 7  | 8  | 8  | 9  | 8  | 9  | 8  | 8  |    |
| FCSB               | 2                  | 6  | 8  | 9  | 10 | 11 | 14 | 11 | 11 | 9  | 9  | 10 | 8  | 7  | 5  | 5  | 6  | 5  | 4  | 3  | 2  | 2  | 2  | 2  | 3  | 4  |    |
| Gaz Metan Mediaș   | 7                  | 5  | 6  | 7  | 5  | 4  | 3  | 1  | 3  | 4  | 4  | 4  | 4  | 4  | 6  | 6  | 5  | 6  | 6  | 6  | 6  | 5  | 7  | 7  | 6  | 5  |    |
| Hermannstadt       | 12                 | 12 | 12 | 10 | 12 | 9  | 10 | 10 | 10 | 11 | 12 | 12 | 12 | 12 | 12 | 13 | 13 | 13 | 13 | 12 | 13 | 10 | 10 | 10 | 10 | 10 |    |
| Politehnica Iași   | 8                  | 7  | 5  | 5  | 3  | 2  | 4  | 5  | 4  | 5  | 5  | 5  | 7  | 6  | 8  | 8  | 8  | 9  | 9  | 10 | 10 | 11 | 11 | 12 | 12 | 12 |    |
| Sepsi OSK          | 10                 | 8  | 9  | 8  | 7  | 7  | 7  | 8  | 8  | 7  | 8  | 8  | 10 | 10 | 10 | 11 | 11 | 10 | 10 | 9  | 9  | 8  | 9  | 8  | 9  | 9  |    |
| Univ. Craiova      | 3                  | 2  | 2  | 3  | 6  | 6  | 5  | 3  | 5  | 3  | 2  | 3  | 3  | 3  | 3  | 4  | 3  | 4  | 3  | 5  | 3  | 4  | 3  | 3  | 2  | 2  |    |
| Viitorul Constanța | 1                  | 1  | 1  | 1  | 2  | 3  | 2  | 4  | 2  | 2  | 3  | 2  | 2  | 2  | 2  | 2  | 2  | 2  | 5  | 4  | 5  | 6  | 5  | 6  | 7  | 7  |    |
| Voluntari          | 11                 | 11 | 11 | 12 | 9  | 10 | 12 | 14 | 14 | 14 | 14 | 14 | 14 | 14 | 14 | 14 | 14 | 14 | 14 | 14 | 14 | 14 | 14 | 14 | 14 | 14 |    |

## Play-off
Primele șase echipe din sezonul regular s-au întâlnit de două ori (10 meciuri pe echipă) pentru locuri în Liga Campionilor 2020-2021 și UEFA Europa League 2020-2021, precum și pentru a decide campioana ligii. Punctele realizate în sezonul regular s-au înjumătățit în faza play-off-ului.

### Echipele calificate
| Loc | Echipa        | Pct. |
| --- | ------------- | ---- |
| 1   | CFR Cluj      | 26   |
| 2   | CSU Craiova   | 23   |
| 3   | Botoșani      | 23*  |
| 4   | FCSB          | 22   |
| 5   | Gaz Metan     | 22*  |
| 6   | Astra Giurgiu | 21   |

Note
(*) - Au beneficiat de rotunjire prin adaos.

### Clasamentul play-off-ului
| Loc                                                                                                | Echipă        | Pct. | MJ | V | E | Î | GM | GP | DG  |  | CFR | UCV | AST | BOT | FCS | GAZ |
| -------------------------------------------------------------------------------------------------- | ------------- | ---- | -- | - | - | - | -- | -- | --- |  | --- | --- | --- | --- | --- | --- |
| 1.                                                                                                 | CFR Cluj (C)  | 49   | 10 | 7 | 2 | 1 | 17 | 7  | +10 |  |     | 2–3 | 2–1 | 1–0 | 1–0 | 2–0 |
| 2.                                                                                                 | CSU Craiova   | 44   | 9  | 7 | 0 | 2 | 17 | 14 | +3  |  | 1–3 |     | 2–1 | 2–1 | 2–1 | 2–1 |
| 3.                                                                                                 | Astra Giurgiu | 33   | 8  | 3 | 3 | 2 | 12 | 8  | +4  |  | 2–2 |     |     | 1–0 | 3–2 | 0–0 |
| 4.                                                                                                 | Botoșani      | 32   | 10 | 2 | 3 | 5 | 10 | 12 | −2  |  | 0–2 | 0–2 | 0–0 |     | 2–2 | 4–1 |
| 5.                                                                                                 | FCSB          | 31   | 9  | 2 | 3 | 4 | 13 | 14 | −1  |  | 0–2 | 4–1 |     | 1–1 |     | 2–2 |
| 6.                                                                                                 | Gaz Metan     | 25   | 10 | 0 | 3 | 7 | 5  | 19 | −14 |  | 0–0 | 1–2 | 0–4 | 0–2 | 0–1 |     |
| Legendă: Locul 1: Liga Campionilor 2020-21 Turul I Locurile 2, 4, 5: Europa League 2020-21 Turul I |               |      |    |   |   |   |    |    |     |  |     |     |     |     |     |     |

1. ↑  Deși formația Astra Giurgiu a terminat pe locul 3, loc ce asigura prezența în preliminariile UEFA Europa League 2020-2021, ea nu va participa în cupele europene deoarece nu a primit licența.[12]
2. ↑  Formația FCSB va participa în preliminariile UEFA Europa League 2020-2021 datorită câștigării Cupei României.

#### Universitatea Craiova - CFR Cluj
Întrucât 3 august 2020 a fost data-limită impusă de UEFA pentru anunțarea reprezentantelor fiecărei țări în cupele europene, membrii Comitetului Executiv au decis în unanimitate ca reprezentanta României în Liga Campionilor să fie stabilită în urma unui meci decisiv. Astfel, partida dintre primele două clasate în play-off-ul Ligii 1, Universitatea Craiova – CFR Cluj, programată la ora 20:30, va avea o câștigătoare. În caz de egalitate după 90 de minute, se vor disputa două reprize de prelungiri și, dacă egalitatea va persista, se vor executa lovituri de departajare. Învingătoarea va primi 3 puncte în clasament și va reprezenta România în ediția 2020-2021 a Ligii Campionilor.
| 3 august 2020 | U Craiova                | 1 – 3 | CFR Cluj                                                       | Craiova                                                      |  |
| 20:30         | Nistor 10' 58' Ćosić 76' |       | Vinicius 36' Chipciu 41' Boli 56' Deac 77' (pen) Pereira 90+1' | Stadion: Ion Oblemenco Spectatori: 0 Arbitru: Ovidiu Hațegan |  |

### Pozițiile pe etapă
| Club \ Etapa  | ‎‎1 | 2 | 3 | 4 | 5 | 6 | 7 | 8 | 9 | 10 |
| ------------- | - | - | - | - | - | - | - | - | - | -- |
| CFR Cluj      | 1 | 1 | 1 | 1 | 1 | 2 | 2 | 2 | 1 | 1  |
| Univ. Craiova | 2 | 3 | 2 | 2 | 2 | 1 | 1 | 1 | 2 | 2  |
| Astra         | 6 | 4 | 4 | 4 | 3 | 3 | 3 | 3 | 3 | 3  |
| Botoșani      | 3 | 5 | 5 | 6 | 5 | 5 | 4 | 5 | 5 | 4  |
| FCSB          | 4 | 2 | 3 | 3 | 4 | 4 | 5 | 4 | 4 | 5  |
| Gaz Metan     | 5 | 6 | 6 | 5 | 6 | 6 | 6 | 6 | 6 | 6  |

| Câștigătorii Ligii I, ediția 2019/2020 |
| -------------------------------------- |
| CFR Cluj Al șaselea titlu              |

## Lider
- Notă: Această cronologie arată diferența de puncte dintre lider și locul 2 pe etape.

## Play-out
Restul de opt echipe din sezonul regular s-au întâlnit de două ori (14 meciuri pe echipă) pentru evitarea de la retrogradare. Punctele realizate în sezonul regular s-au înjumătățit în faza play-out-ului.

### Echipele calificate
| Loc | Echipa             | Pct. |
| --- | ------------------ | ---- |
| 1   | Viitorul Constanța | 20   |
| 2   | Dinamo             | 17   |
| 3   | Sepsi              | 17*  |
| 4   | Chindia            | 13*  |
| 5   | Hermannstadt       | 13*  |
| 6   | Politehnica Iași   | 11   |
| 7   | Academica Clinceni | 11   |
| 8   | Voluntari          | 10   |

Note
(*) - Au beneficiat de rotunjire prin adaos.

### Clasamentul play-out-ului
| Loc                                   | Echipă             | Pct. | MJ | V | E | Î | GM | GP | DG |  | VII | HER | SEP | ACD | VOL | IAS | DIN | CHI |
| ------------------------------------- | ------------------ | ---- | -- | - | - | - | -- | -- | -- |  | --- | --- | --- | --- | --- | --- | --- | --- |
| 1.                                    | Viitorul Constanța | 43   | 14 | 6 | 5 | 3 | 25 | 17 | +8 |  |     | 4–1 | 0–3 | 5–0 | 0–0 | 2–1 | 1–0 | 4–1 |
| 2.                                    | Hermannstadt       | 35   | 12 | 6 | 4 | 2 | 18 | 14 | +4 |  | 2–0 |     | 2–2 | 0–1 | 2–1 | 2–2 |     | 1–0 |
| 3.                                    | Sepsi              | 34   | 13 | 4 | 5 | 4 | 19 | 17 | +2 |  | 3–3 | 1–1 |     | 1–0 | 1–2 | 1–1 |     | 2–0 |
| 4.                                    | Academica Clinceni | 32   | 14 | 7 | 0 | 7 | 14 | 21 | −7 |  | 2–3 | 0–2 | 1–0 |     | 2–1 | 3–0 | 1–3 | 1–0 |
| 5.                                    | Voluntari          | 31   | 14 | 6 | 3 | 5 | 16 | 12 | +4 |  | 0–0 | 1–1 | 2–0 | 3–0 |     | 1–0 | 1–2 | 2–0 |
| 6.                                    | Politehnica Iași   | 30   | 14 | 5 | 4 | 5 | 17 | 17 | 0  |  | 1–1 | 2–3 | 3–1 | 0–1 | 2–1 |     | 1–0 | 1–0 |
| 7.                                    | Dinamo             | 25   | 9  | 2 | 2 | 5 | 8  | 11 | −3 |  | 1–1 |     | 1–3 | 0–1 | 0–1 | 1–1 |     |     |
| 8.                                    | Chindia (O)        | 23   | 12 | 3 | 1 | 8 | 9  | 16 | −7 |  | 2–1 | 0–1 | 1–1 | 3–1 | 2–0 | 0–2 |     |     |
| Legendă: Locul 8: Calificare în Baraj |                    |      |    |   |   |   |    |    |    |  |     |     |     |     |     |     |     |     |

### Pozițiile pe etapă
| Etapă/ Echipă      | 1                  | 2  | 3  | 4  | 5  | 6  | 7  | 8  | 9  | 10 | 11 | 12 | 13 | 14 |    |
| ------------------ | ------------------ | -- | -- | -- | -- | -- | -- | -- | -- | -- | -- | -- | -- | -- | -- |
| Etapă/ Echipă      | Academica Clinceni | 11 | 12 | 14 | 12 | 10 | 10 | 9  | 9  | 11 | 8  | 8  | 8  | 9  | 10 |
| Chindia Târgoviște | 12                 | 13 | 13 | 11 | 12 | 13 | 13 | 14 | 14 | 14 | 14 | 14 | 14 | 14 |    |
| Dinamo București   | 9                  | 10 | 10 | 13 | 8  | 14 | 14 | 13 | 13 | 13 | 13 | 13 | 13 | 13 |    |
| Hermannstadt       | 10                 | 9  | 9  | 10 | 11 | 12 | 11 | 10 | 10 | 11 | 10 | 10 | 8  | 8  |    |
| Politehnica Iași   | 13                 | 11 | 12 | 14 | 13 | 11 | 12 | 12 | 12 | 12 | 12 | 12 | 12 | 12 |    |
| Sepsi OSK          | 8                  | 8  | 8  | 8  | 8  | 9  | 10 | 11 | 9  | 10 | 11 | 11 | 11 | 9  |    |
| Viitorul Constanța | 7                  | 7  | 7  | 7  | 7  | 7  | 7  | 7  | 7  | 7  | 7  | 7  | 7  | 7  |    |
| Voluntari          | 14                 | 14 | 11 | 9  | 9  | 8  | 8  | 8  | 8  | 9  | 9  | 9  | 10 | 11 |    |

## Barajul de promovare/menținere
Barajul pentru deciderea ultimei echipe din sezonul viitor de Liga I se dispută între ocupanta locului 14 din Liga I 2019-2020, Chindia Târgoviște, și ocupanta locului 3 din Liga a II-a 2019-2020, CS Mioveni. Manșa tur a avut loc pe 9 august, iar cea retur pe 12 august. Reprezentanta Ligii I și-a păstrat poziția în prima ligă după 3-1 la general.
| Echipa 1 | Scor gen. | Echipa 2 | Tur   | Retur |
| -------- | --------- | -------- | ----- | ----- |
| Chindia  | 3 – 1     | Mioveni  | 2 – 0 | 1 – 1 |

## Statistici

### Golgheteri
| Loc | Jucător            | Club                  | Goluri |
| --- | ------------------ | --------------------- | ------ |
| 1   | Gabriel Iancu      | Viitorul              | 18     |
| 2   | Denis Alibec       | Astra                 | 14     |
| 2   | Alexandru Cicâldău | Universitatea Craiova | 14     |
| 4   | Ciprian Deac       | CFR Cluj              | 12     |
| 4   | Florinel Coman     | FCSB                  | 12     |
| 6   | Gabriel Debeljuh   | Hermannstadt          | 11     |
| 7   | Sergiu Buș         | Gaz Metan             | 10     |
| 7   | Valentin Gheorghe  | Astra                 | 10     |
| 9   | Rivaldinho         | Viitorul              | 9      |
| 9   | Goran Karanovic    | Sepsi Sfântu Gheorghe | 9      |
| 9   | Jakub Vojtuš       | Academica Clinceni    | 9      |

## Clasament total
Acesta este un clasament neoficial cu toate punctele adunate de fiecare echipă în acest sezon, sezon regular + play-off/play-out.
| Loc | Echipă             | Pct. | MJ | V  | E  | Î  | GM | GP | DG  | Unde a jucat |
| --- | ------------------ | ---- | -- | -- | -- | -- | -- | -- | --- | ------------ |
| 1.  | CFR Cluj           | 75   | 36 | 22 | 9  | 5  | 68 | 23 | +45 | Play-off     |
| 2.  | CSU Craiova        | 67   | 35 | 21 | 4  | 10 | 58 | 42 | +16 | Play-off     |
| 3.  | Astra Giurgiu      | 57   | 34 | 16 | 9  | 9  | 50 | 37 | +13 | Play-off     |
| 4.  | Botoșani           | 54   | 36 | 14 | 12 | 10 | 46 | 42 | +4  | Play-off     |
| 5.  | FCSB               | 53   | 35 | 15 | 8  | 12 | 50 | 43 | +7  | Play-off     |
| 6.  | Gaz Metan          | 46   | 36 | 12 | 10 | 14 | 39 | 59 | −20 | Play-off     |
| 7.  | Viitorul Constanța | 63   | 40 | 17 | 12 | 11 | 69 | 46 | +23 | Play-out     |
| 8.  | Sepsi              | 50   | 39 | 11 | 17 | 11 | 49 | 43 | +6  | Play-out     |
| 9.  | Hermannstadt       | 47   | 38 | 11 | 14 | 13 | 44 | 58 | −14 | Play-out     |
| 10. | Academica Clinceni | 43   | 40 | 11 | 10 | 19 | 44 | 68 | −24 | Play-out     |
| 11. | Dinamo             | 42   | 35 | 12 | 6  | 17 | 45 | 52 | −7  | Play-out     |
| 12. | Politehnica Iași   | 41   | 40 | 10 | 11 | 19 | 43 | 57 | −14 | Play-out     |
| 13. | Voluntari          | 41   | 40 | 11 | 8  | 21 | 38 | 61 | −23 | Play-out     |
| 14. | Chindia            | 35   | 38 | 9  | 8  | 21 | 38 | 63 | −25 | Play-out     |

## Legături externe
- Site web oficial